# Football365.fr
 (mai 2010).
Si vous disposez d'ouvrages ou d'articles de référence ou si vous connaissez des sites web de qualité traitant du thème abordé ici, merci de compléter l'article en donnant les références utiles à sa vérifiabilité et en les liant à la section « Notes et références ».
Football365.fr est un site internet français, du groupe Reworld Media, spécialisé dans l'actualité du football.

## Historique
Fondé en 2000 par Patrick Chêne (Groupe Sporever) et visité en 2009 plus d'un million de fois par mois, foot365.fr (anciennement football365) est un site entièrement consacré à l'actualité du football. Il est l'un des concurrents des sites leaders que sont lequipe.fr ou eurosport.fr.
Les internautes s'y expriment grâce à un système de commentaires et un forum. Leurs remarques et informations font parfois l'objet d'articles dédiés. En 2014, au sortir de la Coupe du Monde, Foot365.fr voit son offre étendue par une déclinaison télévisuelle. Par sa chaîne Sport365 TV, le groupe crée une émission quotidienne ( "Foot365, l'émission" ), du lundi au vendredi, où des journalistes débattent des sujets traités sur le site.
En 2015, le site, ainsi que toutes les autres entités de la marque (sport365, rugby365 et mercato365) est racheté par le groupe Reworld Media, dirigé par Pascal Chevallier. 